# Robert L. Caruthers

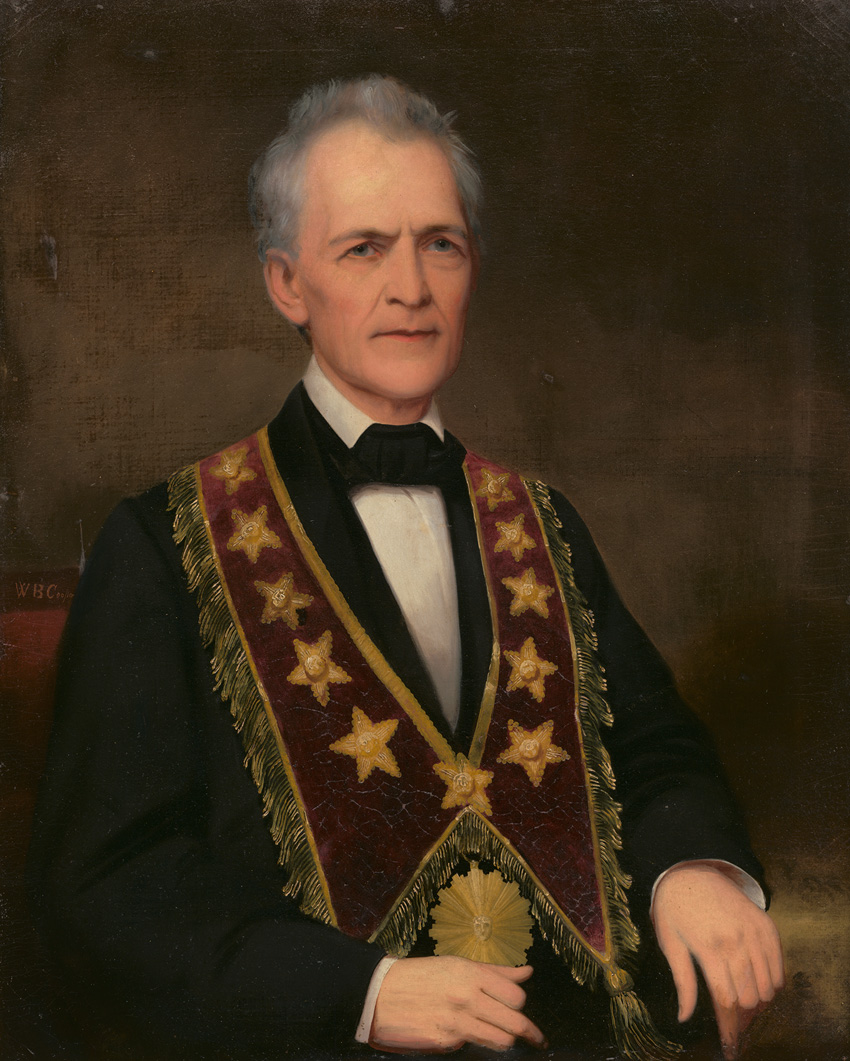
Robert L. Caruthers

Robert Looney Caruthers (* 31. Juli 1800 im Smith County, Tennessee; † 2. Oktober 1882 in Lebanon, Tennessee) war ein US-amerikanischer Politiker im US-Bundesstaat Tennessee.

## Leben
Caruthers ging zwischen 1817 und 1819 einer kaufmännischen Tätigkeit nach. Ferner besuchte er die Woodward Academy nahe Columbia, Tennessee und war von 1820 bis 1821 auf dem Greenville College. Er studierte Jura und bekam 1823 seine Zulassung als Anwalt.
Er entschied sich 1824 eine politische Laufbahn einzuschlagen, indem er als Clerk für das Repräsentantenhaus von Tennessee zu arbeiten begann. Danach war er als Clerk für das Kanzleigericht im Smith County tätig sowie als Redakteur des Tennessee Republican. 1826 zog er nach Lebanon. Er bekleidete von 1827 bis 1832 das Amt des Attorney General von Tennessee. Danach war er 1835 Mitglied des Repräsentantenhauses von Tennessee.
Mit seinem Bruder, Abraham Caruthers, gründete er in Lebanon 1842 die Cumberland University und 1847 die Cumberland School of Law, eine der ältesten juristischen Fakultäten in den Vereinigten Staaten. Während der 1960er Jahre verkaufte die Cumberland University die Cumberland Law School an die Samford University in Birmingham, Alabama.
Caruthers wurde als Whig in den 27. US-Kongress gewählt. Dort war er vom 4. März 1841 bis zum 3. März 1843 im US-Kongress tätig. 1852 wurde er zum Richter am Tennessee Supreme Court ernannt, um eine freie Stelle dort zu füllen. Offiziell wurde er erst 1854 in das Amt gewählt und hielt den Posten bis zum Ausbruch des Sezessionskrieges. Ferner war er Mitglied der Friedenskonferenz von 1861 in Washington, D.C., die den bevorstehenden Krieg noch verhindern sollte. Nachher vertrat er als Delegierter seinen Staat im Provisorischen Konföderiertenkongress. 1863 wurde er von den Konföderierte Staaten zum Gouverneur von Tennessee gewählt. Als er vereidigt werden sollte, kontrollierten diese allerdings nur noch einen verhältnismäßig kleinen Teil von Tennessee, so dass er genau genommen niemals als Gouverneur tätig war. Deswegen wird Caruthers nicht in den amtlichen Aufzeichnungen als Gouverneur von Tennessee geführt. Aber die Tatsache, dass er gewählt wurde, ist ein Grund für Unstimmigkeiten in den Nachschlagewerken, da dort nur die Personen angegeben werden, die das Amt auch wirklich bekleideten.
Nach dem Krieg war er als Juraprofessor an der Cumberland University tätig und übte diesen Posten bis zu seinem Tod am 2. Oktober 1882 aus. Er wurde auf dem Cedar Grove Cemetery in Lebanon beigesetzt.